# Halvtanrekar
Halvtanrekar eller randiga tanrekar (Hemicentetes) är ett släkte i familjen tanrekar med två arter som förekommer på Madagaskar.
Arterna är:
- Hemicentetes nigriceps lever på östra Madagaskar och listas av IUCN som livskraftig (LC).
- Hemicentetes semispinosus hittas i en större region på östra Madagaskar och är likaså livskraftig.

## Utseende
Pälsen är mycket grov och påminner om borstar. Dessutom finns några taggar i pälsen. På den svarta grundfärgen förekommer flera gula eller bruna mönster. H. semispinosus har till exempel en påfallande ljus tofs på huvudet. Dessutom har H. nigriceps mjuka ljusbruna till vita hår på buken medan H. semispinosus har grova bruna hår där.
Kroppsformen är allmänt långsträckt med spetsig nos. Individerna når en kroppslängd av 16 till 19 cm och svansen saknas. Vikten ligger mellan 80 och 280 gram.

## Ekologi
Halvtanrekar vistas i olika habitat som regnskogar, buskmarker eller risodlingar. De gräver underjordiska tunnelsystem som kan vara upp till 500 meter lång. Ofta bygger flera halvtanrekar tillsammans. Observerade flockar bildades av två hannar, två honor och deras ungar men sammansättningen varierar troligen. Individerna kan klättra i växtligheten men de vistas främst på marken. Uppgifter om aktivitetstider varierar mellan olika studier. Under den kalla årstiden faller de ofta i dvala (torpor).
Halvtanrekar har visat sig ha ett sätt att på avstånd kommunicera med artfränder genom att snabbt gnida vissa taggar på ryggen, en sorts biosonar. Detta åstadkommer ett ultraljud av hög frekvens, som kan uppfattas av tentiva partner.
Födan utgörs främst av daggmaskar och dessutom äts andra ryggradslösa djur som snäckor.
Parningen sker under våren och efter 55 till 63 dagars dräktighet föder honan mellan november och mars upp till elva ungar (vanligen sju). Ungarna har en snabb utveckling, de dias upp till tre veckor och redan efter cirka fem veckor blir honor könsmogna. Med människans vård kan de leva 2,5 år.